# Radikal 56
Radikal 56 mit der Bedeutung „Wurfpfeil“ ist eines von 31 traditionellen Radikalen der chinesischen Schrift, die aus drei Strichen bestehen.
Mit 5 Zeichenverbindungen in Mathews’ Chinese-English Dictionary kommt es sehr selten im Lexikon vor.

## Schriftzeichenverbindungen, die vom Radikal 56 regiert werden
| Striche | Zeichen |
| ------- | ------- |
| +0      | 弋      |
| +01     | 弌      |
| +02     | 弍      |
| +03     | 弎式弐  |
| +09     | 弑      |
| +10     | 弒      |

 Im Unicodeblock Kangxi-Radikale ist das Radikal 56 unter der Codepointnummer 12.087 (U+2F37) codiert.